# Le Rêve de Voltaire
Le Rêve de Voltaire est un roman de Jacques Chessex, publié chez Grasset en 1995.

## Résumé
Un jeune homme rêve d'être au XVIIIe siècle, à Lausanne, le protégé d'un membre de la bonne société protestante qui l'a adopté, et élevé avec sa propre fille, plus âgée dont le garçon est secrètement amoureux. 
Ils rencontrent de nombreuses personnalités du XVIIIe siècle : Casanova, Gibbon, Rousseau et bien sûr Voltaire qui est un habitué des lieux, lorsqu'il n'est pas à Ferney.
Un rêve à mi-chemin entre Candide de Voltaire et Le Genou de Claire de Rohmer.